# Éva Lacheray
Éva Lacheray, née le 11 mars 2000 à Montbéliard (Doubs), est une escrimeuse française, championne d'Europe de fleuret en 2025.

## Carrière
Eva Lacheray débute l'escrime à 9 ans au club d'escrime de Montbéliard, auprès du maître d'armes Jean-Louis Petitot. Elle est aujourd'hui encore licenciée au club Les Lions de Montbéliard.
Elle fait ses débuts en équipe de France lors de l'étape de Katowice en janvier 2019, étape par ailleurs gagnée par le quatuor français. 
En 2024, elle obtient sa première sélection olympique. Vainqueur de son premier tour en individuel contre la Japonaise Karin Miyawaki (15-10), elle ne peut rivaliser au second contre la tête de série numéro 1 Arianna Errigo, perdant sur un score sans appel de 6 touches à 15. La même année, elle devient championne de France en battant en finale la Niçoise Constance Catarzi (15-8). 
Lors de la saison 2024-2025, elle monte pour la première fois sur un podium de Coupe du monde, au Caire, signant une victoire de prestige face à la double championne olympique Lee Kiefer (15-13) en quarts de finale, avant de s'incliner contre Martina Batini en demi-finale. Cette saison post-olympique difficile est finalement couronnée d'un premier titre individuel, aux championnats d'Europe, après un parcours idéal : première des poules, elle parvient à se ménager un tableau plus abordable, battant sa compatriote Morgane Patru en quart de finale (11-8), Flóra Pásztor en demi-finale (15-8), puis la jeune Britannique de 19 ans Carolina Stutchbury au terme d'une finale serrée (15-13). Au cours des championnats du monde qui suivent en juillet 2025, elle s'incline en huitième de finale du tournoi individuel face à la canadienne Jessica Guo (6-15) après deux premiers tours maitrisés (15-7 face à Maria Terni en trente-deuxième de finale puis 15-8 en seizième de finale contre Emily Jing). Par équipes, elle y obtient la médaille d'argent avec l'équipe de France de fleuret dame composée de Pauline Ranvier, Anita Blaze et Morgane Patru, s'inclinant en finale face à l'équipe américaine (24-45).

## Palmarès
- Championnats du Monde d'escrime
  -  Médaille d'argent par équipes aux championnats du Monde 2025 à Tbilissi
- Championnats d'Europe d'escrime
  -  Médaille d'or en individuel aux championnats d'Europe 2025 à Gênes
  -  Médaille d'argent par équipes aux championnats d'Europe 2025 à Gênes

## Classement en fin de saison
| Année | 2017 | 2018 | 2019 | 2020 | 2021 | 2022 | 2023 | 2024 |
| ----- | ---- | ---- | ---- | ---- | ---- | ---- | ---- | ---- |
| Rang  | 115  | 188  | 134  | 122  | 91   | 68   | 136  | 15   |